# Course de Chine des voitures de tourisme
La Course de Chine des voitures de tourisme (FIA WTCC Race of China) est une épreuve du Championnat du monde des voitures de tourisme depuis 2011. Le tracé utilisé est le même que pour la Formule 1. Lors de la saison 2014 deux course ont eu lieu en chine après l'abandon de la manche américaine. La première manche s'est déroulée au Goldenport Park Circuit et la deuxième sur le Circuit international de Shanghai. La course 2 se déroulant au Goldenport Park Circuit voit la toute première victoire d'une voiture Lada.

## Palmarès
| Saison | Course            | Pilote            | Constructeur | Circuit                           |
| ------ | ----------------- | ----------------- | ------------ | --------------------------------- |
| 2011   | Course 1          | Alain Menu        | Chevrolet    | Circuit de Tianma                 |
| 2011   | Course 2          | Yvan Muller       | Chevrolet    | Circuit de Tianma                 |
| 2012   | Course 1          | Alain Menu        | Chevrolet    | Circuit international de Shanghai |
| 2012   | Course 2          | Yvan Muller       | Chevrolet    | Circuit international de Shanghai |
| 2013   | Course 1          | Tom Chilton       | Chevrolet    | Circuit international de Shanghai |
| 2013   | Course 2          | Tiago Monteiro    | Honda        | Circuit international de Shanghai |
| 2014   | Course 1          | Tom Chilton       | Chevrolet    | Goldenport Park Circuit           |
| 2014   | Course 2          | Rob Huff          | Lada         | Goldenport Park Circuit           |
| 2014   | Course 1          | José María López  | Citroën      | Circuit international de Shanghai |
| 2014   | Course 2          | Mehdi Bennani     | Honda        | Circuit international de Shanghai |
| 2015   | Course 1          | José María López  | Citroën      | Circuit international de Shanghai |
| 2015   | Course 2          | Yvan Muller       | Citroën      | Circuit international de Shanghai |
| 2016   | Course 1          | Thed Björk        | Volvo        | Circuit international de Shanghai |
| 2016   | Course 2          | José María López  | Citroën      | Circuit international de Shanghai |
| 2017   | Course 1          | Esteban Guerrieri | Chevrolet    | Ningbo International Circuit      |
| 2017   | Course 2          | Néstor Girolami   | Volvo        | Ningbo International Circuit      |
| 2018   | Ningbo - Course 1 | Thed Björk        | Hyundai      | Ningbo International Circuit      |
| 2018   | Ningbo - Course 2 | Yvan Muller       | Hyundai      | Ningbo International Circuit      |
| 2018   | Ningbo - Course 3 | Thed Björk        | Hyundai      | Ningbo International Circuit      |
| 2018   | Wuhan - Course 1  | Jean-Karl Vernay  | Audi         | Circuit urbain de Wuhan           |
| 2018   | Wuhan - Course 2  | Mehdi Bennani     | Volkswagen   | Circuit urbain de Wuhan           |
| 2018   | Wuhan - Course 3  | Gordon Shedden    | Audi         | Circuit urbain de Wuhan           |